# Ойтисика, Элио
Элио Ойтисика (порт. Hélio Oiticica; 26 июля 1937, Рио-де-Жанейро — 22 марта 1980, там же) — бразильский художник-абстракционист, представитель неоконкретного искусства и бразильского культурного движения тропикалия.

## Жизнь и творчество
Ранние полотна Э. Ойтисики, относящиеся к середине 1950-х годов, указывают на значительное влияние на них европейского авангардного искусства, в частности таких движений, как Конкретное искусство и Стиль. Художник становится членом группы «Grupo Frente», созданной его учителем Иваном Серпой. Эти произведения воспроизводят яркими красками геометрические мотивы, близкие к работам Питера Мондриана, Пауля Клее и Казимира Малевича. Творчество Э. Ойтисики быстро развивается, идя по пути использования всё более тёплых красок и более субтильной палитры из оранжевого, жёлтого, красного и коричневого цветов. В 1959 году он вступает в «Неоконкретную группу» (Grupo Neoconcreto), где также состоят такие художники, как Амилькар де Кастро, Лижия Кларк, Лижия Папе, Франц Вайсман и поэт Феррейра Гуллар. Группа просуществовала до 1961 года.
В 1960-е годы Э. Ойтисика создаёт серию небольших скульптур-ящиков под названием «болиды» (Bólides), в которых он инсталлирует полки и двери. В 1970-е он становится автором ряда инсталляций под названием penetráveis. Все эти работы он создаёт под влиянием и в рамках охватившего культурную жизнь Бразилии, начиная со второй половины 1960-х годов, движения тропикалия (Tropicalismo). Э. Ойтисика выпускает также ряд подвижных скульптур под названием Parangolés, экспериментирует с ними, изготавливая для них одежду из ткани и пластика. Первые Parangolés художник создаёт совместно с танцорами из школы самбы «Мангейра». По своим политическим взглядам художник принадлежал к анархистскому движению.
В 1970-е годы художник завоёвывает известность в своей стране; он поддерживает дружеские связи и ведёт постоянную переписку со многими деятелями культуры, артистами и писателями Бразилии: Арольдо де Кампосом, Аугусто де Кампосом, Вали Саломайо,  Сильвиано Сантьяго и др. В 1965 году он принимает участие в Лондоне в выставке «Soundings two», вместе с такими мастерами, как Й. Альберс, К. Бранкузи, М. Дюшан. В 1969 году в Лондоне проходит его персональная выставка под названием «„Whitechapel experience“» (по названию галереи, в которой она была организована). В том же году он приглашается как художник для преподавания в Брайтон, в Суссекский университет. В 1970 художник участвует в выставке «Information», состоявшейся в Нью-Йоркском музее современного искусства. Проведя некоторое время в Нью-Йорке и в Лондоне, Э. Ойтисика возвращается в родной город. Страдающий гипертонией, он в 1980 году умирает от инсульта.

## Судьба наследия
В 2007 году в лондонской галерее Тейт Модерн и в MoMA открылись крупные экспозиции работ Э. Ойтисики.
19 октября 2009 года, в результате пожара, возникшего в Рио-де-Жанейро, в доме Цезаря Ойтисики, брата и собирателя творческого наследия художника, погибло около 90 % собранной там коллекции. Погибли значительное количество картин, большинство «Parangolés» и «Bólides», в том числе выставлявшиеся в 2007 году в лондонской «Тейт», и значительное количество документов и книг из архива художника. Пожарные не могли справиться с огнём более трёх часов. Реставрацию повреждённых, но уцелевших произведений взяло на себя министерство культуры Бразилии.

## Галерея
- Выставка работ Э. Ойтисика в галерее Тейт
- Helio Oiticica, The Body of Color — Избранные работы Э. Ойтисика.